# Deaf Movie Database
Il Deaf Movie Database (DMDb) è una piattaforma online dedicata alla catalogazione di film, serie televisive e contenuti mediatici con attori sordi, lingua dei segni e tematiche legate alla cultura sorda. Il database rappresenta una risorsa utile per ricercatori, cineasti e spettatori interessati alla rappresentazione e all’accessibilità nel settore dell’intrattenimento.

## Storia e sviluppo
La Deaf Movie Database è stata fondata da Emilio Insolera, attore e produttore sordo, per rispondere alla mancanza di un archivio centralizzato sul cinema sordo. Sebbene i database cinematografici tradizionali includano talvolta opere con personaggi sordi, non offrono un tracciamento completo dei film creati da o per la comunità sorda. La DMDb nasce per colmare questa lacuna, offrendo una collezione specializzata di produzioni in cui la lingua dei segni e la rappresentazione autentica dei sordi hanno un ruolo centrale.
Il database è accessibile pubblicamente online, permettendo agli utenti di esplorare o cercare titoli specifici. Alcune schede includono link a piattaforme di streaming per accedere direttamente ai film.

## Contenuti e sezioni

### Sezione titoli
La Deaf Movie Database raccoglie una vasta gamma di contenuti: lungometraggi, cortometraggi, serie TV, documentari e webserie. Ogni scheda fornisce informazioni come titolo, regista, data di uscita, cast, lingue parlate e segnate, e un riassunto della trama.
La DMDb traccia anche la percentuale di utilizzo della lingua dei segni nei film, classificandoli in base al livello di integrazione:
- Film interamente in lingua dei segni (50-100%): La lingua dei segni è il principale mezzo di comunicazione.
- Alta presenza di lingua dei segni (25-50%): Parte significativa dei dialoghi è in lingua dei segni.
- Presenza moderata (10-25%): La lingua dei segni è presente in modo rilevante ma non dominante.
- Presenza minima (1-10%): Uso occasionale della lingua dei segni in alcune scene o per alcuni personaggi.
- Presenza rara (0-1%): Uso molto limitato o fugace della lingua dei segni.

### Sezione carriere
La sezione carriere offre opportunità di lavoro per attori e membri delle troupe. Collega professionisti sordi e udenti a registi, agenzie di casting e team di produzione interessati a coinvolgere talenti con esperienza nel cinema sordo. Gli utenti possono consultare offerte di lavoro, inviare i propri portfolio e fare networking nel settore.

### Sezione comunità
La sezione Comunità elenca festival cinematografici dedicati al cinema sordo, aiutando gli utenti a scoprire eventi che promuovono storie e cineasti sordi. Include anche una pagina “Per principianti” con guide introduttive su vari aspetti del cinema sordo, tra cui regia, accessibilità e uso della lingua dei segni nei media.

## Importanza e impatto
La Deaf Movie Database svolge un ruolo fondamentale nella sensibilizzazione e nella valorizzazione del cinema sordo. Offre ai cineasti una piattaforma per mostrare il proprio lavoro e rappresenta un punto di riferimento sia per i professionisti sordi che le grandi produzioni.
Attraverso la valorizzazione di narrazioni autentiche, la DMDb crea più opportunità per attori e registi sordi, favorendo un’industria cinematografica più inclusiva. Permette inoltre al pubblico udente di conoscere la cultura sorda grazie a rappresentazioni accurate e diversificate.
Infine, la DMDb è anche una risorsa educativa per studenti e studiosi interessati all’evoluzione della rappresentazione dei sordi nei media.